# Créhange
 Créhange  es una población y comuna francesa, en la región de Lorena, departamento de Mosela, en el distrito de Boulay-Moselle y cantón de Faulquemont.

## Demografía
| 3750 | 3569 | 3355 | 4017 | 3854 | 3891 |
| Para los censos de 1962 a 1999 la población legal corresponde a la población sin duplicidades (Fuente: INSEE [Consultar]) |      |      |      |      |      |